# Langerringen
Langerringen település Németországban, azon belül Bajorországban. Lakosainak száma 4166 fő (2023. december 31.).

## Népesség
A település népessége az elmúlt években az alábbi módon változott:
| Lakosok száma | 1371 | 2267 | 1900 | 2765 | 3662 | 3711 | 3765 | 3773 | 4015 | 4166 |
|               | 1875 | 1950 | 1975 | 1987 | 2012 | 2014 | 2016 | 2017 | 2021 | 2023 |